# Osage Hills

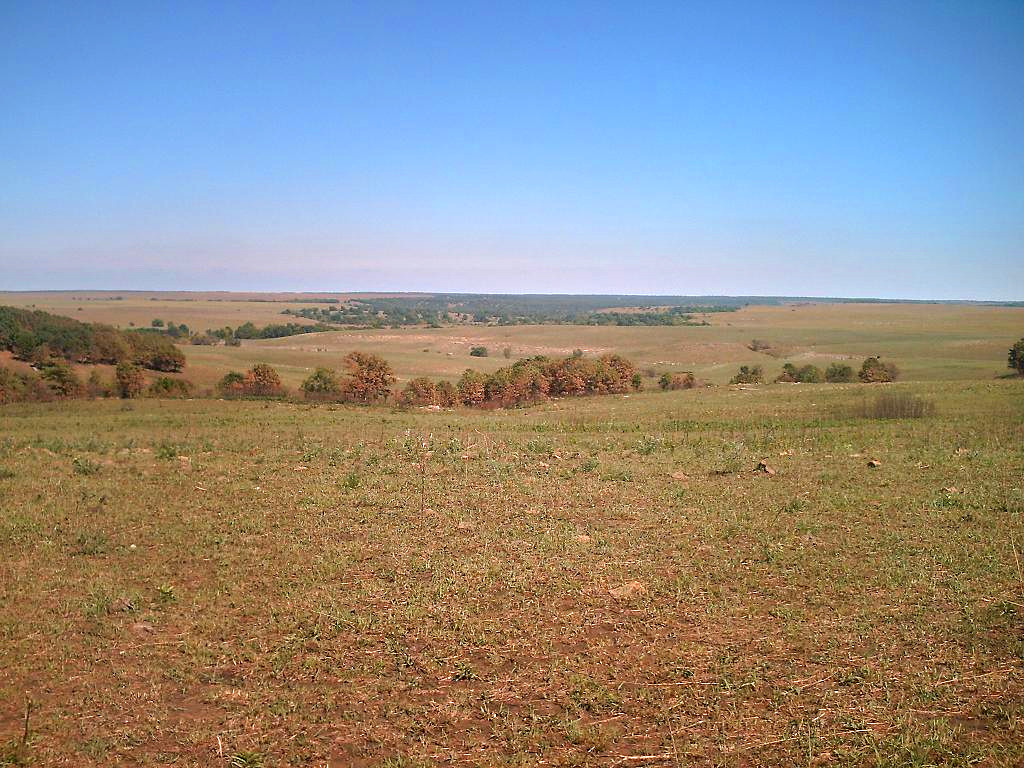

Le Osage Hills sono un gruppo collinare dell'Oklahoma che continua in varie contee extra-statali.

## Geografia
Il gruppo collinare delle Osage Hills confina con le Flint Hills del Kansas.

## Storia
Nel gruppo collinare hanno vissuti gli Indiani dell'Osage, un gruppo indo-americano.
Il 7 ottobre del 1911 è stato assassinato nelle Osage Hills il ladro e criminale statunitense, Elmer McCurdy.